# Canton (Minnesota)
Canton – miasto w Stanach Zjednoczonych, w stanie Minnesota, w hrabstwie Fillmore.